# Pierre de la Poterie
Pierre de la Poterie, alias Petrus Poterius o Pierre Potier (1581?), è stato un medico e chimico francese.

## Biografia
Nacque ad Angers e si trasferì giovanissimo a Bologna, dove lavorò per molti anni. Amico di Cassiano dal Pozzo, per quanto non si fosse dichiarato in contrasto con la medicina galenica, curava malattie come la peste o la sifilide utilizzando medicamenti chimici di cui lasciò dettagliata documentazione, ed è inoltre considerato uno dei padri della psicosomatica.
Le sue ricerche gli attirarono forti inimicizie, al punto che morì assassinato forse per mano di un collega geloso.
Guy Patin, ortodosso galenista e sempre pronto a lanciare strali contro gli iatrochimici che insidiavano la medicina tradizionale, gli riserva un corto paragrafo in una delle sue lettere, in occasione della pubblicazione postuma dell'Opera omnia: Potier per Patin "era un gran ciarlatano e furbone che si immischiava nelle cose del nostro mestiere."

## Opere
- Observationum et explicationum centuriae III. La prima centuria fu pubblicata a Venezia (1615) e a Colonia (Matthäus Schmitz, 1616). La raccolta delle tre centurie fu pubblicata insieme ai due trattati De Febribus (1643).
- Pharmacopea Spagyrica, Bologna, 1622.
- Libri duo de febribus, Bologna, Typis Jacobi Montii, 1643.
- Opera Omnia medica et Chymica, Lyon, Huguetan, 1645.